# Bufonie
Le Bufonie (in greco antico: τά Βουφόνια?, "uccisione dei buoi") erano una cerimonia che si svolgeva nell'antica Atene durante le Dipolie.

## Descrizione
Le Dipolie si svolgevano in onore di Zeus Polieo (Πολιεύς) il quattordicesimo giorno del mese di Sciroforione.
La cerimonia delle bufonie sarebbe stata istituita in ricordo dell'episodio di un bue profanatore che aveva mangiato le sacre focacce, deposite sull'altare di Zeus nel corso delle Dipolie, ed era stato per questo ucciso da uno spettatore il quale era poi fuggito gettando l'arma del delitto, una scure o un coltello. In assenza dell'uccisore del bue (βουφόνος), per l'uccisione era stata condannata, e quindi gettata in mare, la scure.
Nel corso delle Bufonie diversi buoi venivano condotti in prossimità dell'altare di Zeus e il primo che si avvicinava alle sacre offerte veniva immediatamente sacrificato con una scure. Subito dopo, nel pritaneo, veniva indetto un processo in cui la responsabilità dell'omicidio veniva attribuita a diversi imputati, in sequenza, finché alla fine l'accusa veniva rivolta alla scure, la quale veniva poi condannata.
Secondo Porfirio, venivano dapprima accusate dell'omicidio le fanciulle che avevano portato l'acqua per affilare la scure; le fanciulle accusavano allora colui che aveva affilato la scure; questi a sua volta accusava colui che aveva colpito il bue, e finalmente quest'ultimo accusava la scure.
Il bue sacrificato veniva impagliato e aggiogato a un aratro. Questa «resurrezione» avrebbe simboleggiato il rifiuto dei sacrifici animali.